# 呼羅珊 (伊斯蘭組織)
呼罗珊是一個在中东地区活動，由蓋達組織成員组成的恐怖組織。呼羅珊雖然規模不大，其成员据说对设计使用隐藏性爆炸物的恐暴阴谋特别感兴趣。该组織在伊拉克的部分成員已被伊拉克政府软禁，许多成员因而离开，去了巴基斯坦、叙利亚以及其他国家。
该组织的领导人是蓋達组织高级特工穆赫辛·法德赫里，他与賓·拉登的关系非常之密切。美国情报机构跟踪其行踪至少已有十年。据美国国务院的说法，法德赫里在来叙利亚之前，一直与蓋達组织的一小群特工一起住在伊朗，他们在九一一事件之后从阿富汗逃到那里。法德赫里正在他的出生国科威特，与富裕的“圣战捐助者”一起，为叙利亚境内与蓋達组织结盟的反政府武装募集资金。
2001年9月11日於美国的九一一襲擊事件发生之前就知道该计划的賓·拉登核心圈子。目前还不清楚除了法德赫里之外，还有谁是“呼罗珊”的成员。2005年美国前总统喬治·W·布希在布鲁塞尔发表讲话时，曾提到法德赫里，当时欧洲国家指出法德赫里曾协助恐怖分子在葉門沿海炸毁了一艘法国油轮。那次袭击导致1人死亡，还导致5万桶石油泄漏到70多公里的海岸线。
2012年美国国务院曾将法德赫里确认为蓋達组织伊朗分支组织的领导人，在该国家指挥“资金和特工的运转”。为抓获此人，美国政府向提供信息者悬赏700万美元的奖励。
2015年7月8日，法德赫里在敘利亞塞爾邁達鎮附近被美軍空襲炸死。